# Tomás Pochettino
Tomás Pochettino (Rafaela, 1 de fevereiro de 1996) é um futebolista argentino, que atua como volante. Atualmente defende o Fortaleza.
Tomás é sobrinho do treinador e ex-jogador Mauricio Pochettino.

## Títulos
Fortaleza
- Campeonato Cearense: 2023
- Copa do Nordeste: 2024

### Prêmios individuais
- Seleção da Copa do Nordeste: 2024[1]